# TV Asahi
TV Asahi Corporation (株式会社 テレビ朝日?, Kabushiki-gaisha Terebi Asahi), anche conosciuta precedentemente come Nihon Educational Television (NET e NET TV), EX e Tele-Asa (テレ朝?, Tere Asa), è un network tv giapponese con sede a Roppongi, a Tokyo, in Giappone. Le sue reti affiliate sono riunite sotto il network All-Nippon News Network. È possibile visionare il canale televisivo in streaming con KeyHoleTV. Il canale contiene non solo anime originali ma anche delle serie animate straniere doppiate in giapponese oppure in originale e sottotitolate.

## Programmi parziali
- Abarembo Shogun (1978-2003)
- L'ape Maia (1975-1976)
- Archie e Sabrina (NET, 1970‒1971)
- Area 88
- Ashita no Nadja (2003-2004)
- Bia, la sfida della magia (NET, 1974-1975)
- Bobobo-bo Bo-bobo
- Bonkers - Gatto combinaguai
- Braccobaldo Show (Braccobaldo, Pixie e Dixie, Orso Yoghi e Ugo Lupo)
- CatDog
- Calimero (NET, 1974-1975)
- Candy Candy
- Capitan Harlock
- Capitan Planet e i Planeteers
- Carletto il principe dei mostri
- Chi la fa l'aspetti - Iznogoud
- Shin Chan
- Cutie Honey (NET, 1973-1974)
- Cutie Honey Flash
- Cyborg 009
- Danny Phantom
- Dastardly e Muttley e le macchine volanti
- Devilman (NET, 1972-1973)
- Digimon Xros Wars (2010-2012)
- Dinosaur King
- Doraemon
- Gli Erculoidi
- Ernesto Sparalesto Show (Ernesto Sparalesto, Tatino e Tatone e Snooper e Blabber)
- Evviva Palm Town
- I favolosi Tiny
- Foofur superstar
- La formica atomica
- Freakazoid!
- Il fantasma bizzarro
- I Gummi
- Gokinjo Monogatari (1995-1996)
- Gundam
- Mademoiselle Anne (1978-1979)
- Lulù l'angelo tra i fiori (1979-1980)
- Hurricane Polymar (NET, 1974-1975)
- Ichigo 100%
- Jeeg robot d'acciaio
- Jinki:Extend
- Josie e le Pussycats
- Kamen Rider
- Kiss Me Licia
- Koi Kaze
- Lalabel
- Le fiabe son fantasia
- Lilli un guaio tira l'altro
- Lo Specchio Magico
- Looney Tunes
- Luna principessa argentata
- Maple Town
- Marmalade Boy (1994-1995)
- Martina e il campanello misterioso
- Matthew's Best Hit TV
- Nanaka - Ma quanti anni hai?
- Nino, il mio amico ninja
- Ojamajo Doremi (1999-2003)
- Obake no Q-tarō
- Peacemaker Kurogane
- Pepero (NET, 1975)
- I Puffi
- Pretty Cure (2004-in corso)
- Princess Princess
- Sailor Moon (1992-1997)
- I Cavalieri dello zodiaco
- Scuola di polizia
- Sh15uya
- Shazzan
- Shinzo
- Skunk Fu!
- Slam Dunk
- SmaSTATION
- Gli Snorky
- Le avventure di Sonic
- Space Ghost
- Speed Grapher
- Sally la maga
- Le avventure di Blinky Bill
- Super Segretissimo
- Super Sentai
- Superkid, eroe bambino
- Stitch!
- Sumomomo Momomo
- Tekkaman (NET, 1975)
- Tenjho Tenge
- Tex Avery Show
- Tom & Jerry Show
- Tokumei Kakarichō Tadano Hitoshi
- Top Cat
- Un tritone per amico
- Una miss scacciafantasmi
- Uomo Tigre II
- Wacky Races
- Widget: un alieno per amico
- World Pro Wresting (New Japan Pro-Wrestling)
- Xenosaga: The Animation
- Yu-Gi-Oh! (prima serie di 27 episodi)
- Yuusha Raideen (NET, 1975-1976)
- Zombie-Loan

### News
- ANN News
- Hodo Station
- Super J Channel
- Super Morning
- Wide! Scramble
- Yajiuma Plus

### Show
- Prologue, di e con Yuzuru Hanyū.[1] Lo show ha vinto il 13th "Satellite Broadcasting Association Original Program Award".[2]
- RE_PRAY, di e con Yuzuru Hanyū[3]
- Echoes of Life, di e con Yuzuru Hanyū[4]

### Varietà
- MUSIC STATION